# Tsiomeko d'Iboina
 (septembre 2024).
Tsiomeko (1828-1843) est la dernière reine et monarque du royaume d'Iboina de 1836 à 1839.
Tsiomeko est la fille de Taratra et la petite-nièce du roi Andriantsoly, chassé de Boina par les armées Merina. Ainsi, elle devient reine en 1836, à l'âge de huit ans, et succède à la reine Oantitsy, sœur du roi Andriantsoly. En 1839, elle est chassée de sa résidence par Hova et s'enfuit à Nosy Komba. Là, elle demande la protection française et l'amiral de Hell signe un accord avec la reine pour faire du royaume d'Iboina un protectorat français.
Tsiomeko cesse d'être reine lorsque son royaume est annexé au royaume Merina en 1840. Elle meurt en 1843.

## Source
- (en) Cet article est partiellement ou en totalité issu de l’article de Wikipédia en anglais intitulé « Tsiomeko of Boina » (voir la liste des auteurs).